# Hrabstwo Coshocton
Hrabstwo Coshocton (ang. Coshocton County) – hrabstwo w stanie Ohio w Stanach Zjednoczonych. Obszar całkowity hrabstwa obejmuje powierzchnię 567,57 mil2 (1 470,02 km²). Według danych z 2010 r. hrabstwo miało 36 901 mieszkańców. Hrabstwo powstało 31 stycznia 1810 roku, a jego nazwa z języka Indian Delaware jest tłumaczona jako węzeł wodny lub przeprawa czarnych niedźwiedzi.

## Sąsiednie hrabstwa
- Hrabstwo Holmes (północ)
- Hrabstwo Tuscarawas (wschód)
- Hrabstwo Guernsey (południowy wschód)
- Hrabstwo Muskingum (południe)
- Hrabstwo Licking (południowy zachód)
- Hrabstwo Knox (zachód)

## Miasta
- Coshocton

## Wsie
- Baltic
- Conesville
- Nellie
- Plainfield
- Warsaw
- West Lafayette

## CDP
- Canal Lewisville
- Fresno